# نوک‌بزرگ رخ‌سیاه
نوک‌بزرگ رخ‌سیاه یا نوک‌بزرگ سیاه‌چهره (نام علمی: Caryothraustes poliogaster) نام یک گونه از خانواده کاردینال است.